# Pierre-Édouard
Pour les articles homonymes, voir Maussion.
Pierre-Édouard Maussion, dit Pierre-Édouard (parfois désigné comme Pierre Édouard, ou Pierre-Edouard), né en 1959 à Paris, est un sculpteur, graveur, dessinateur et peintre français, membre de l'Académie des beaux-arts depuis 2008.

## Biographie
Pierre-Édouard est le fils du peintre Charles Maussion qui l'intéresse à sa discipline et au dessin avant de s'orienter, à quartoze ans, vers la sculpture. Il se forme à l’École des Arts décoratifs.
Le 28 mai 2008, Pierre-Édouard est élu à l'Académie des beaux-arts dans la section « Sculpture » au fauteuil de Albert Féraud, mort la même année. Il est reçu sous la coupole le 10 mars 2010 par le sculpteur Gérard Lanvin au cours d'une séance présidée par Roger Taillibert.

## Principales expositions personnelles
- Galerie Fred-Lanzenberg (Bruxelles, 1983)
- Galerie Claude-Bernard (Paris, 1989)

## Prix et distinctions
- Grand Prix Prince-Pierre-de-Monaco (2003)[4]
- Chevalier des Arts et des Lettres en janvier 2010[6].